# Рютбьоф
Рютбьо̀ф (на френски: Rutebeuf) е френски поет.
Сведенията за живота му са оскъдни и се базират главно на откъслечни бележки в произведенията му.
Смята се, че е роден около 1245 година в Шампан, но по-късно живее и работи в Париж. Получава образование и използва латински, но работи като жонгльор и трувер. Разнородното му творчество – от сатирични до агиографични поеми и мистерията „Чудото с Теофил“ – оказва силно влияние върху френската литература.
Рютбьоф умира около 1285 година.